# Kamanahalli, Chiknayakanhalli
Kamanahalli là một làng thuộc tehsil Chiknayakanhalli, huyện Tumkur, bang Karnataka, Ấn Độ.